# Pontiac Sunfire
Der Pontiac Sunfire ist ein Modell der unteren Mittelklasse des Automobilherstellers Pontiac, das ab Anfang 1995 den Sunbird ersetzte.
Das Design erfuhr dabei eine grundlegende Überarbeitung. Das neue Aussehen hatte er mit dem Chevrolet Cavalier gemein, der jedoch seinen Namen beibehielt. Zu dieser Zeit modifizierte General Motors die J-Plattform, um aktuellen Sicherheitsanforderungen zu entsprechen.
Der Sunfire war als Limousine, Coupé oder Cabrio erhältlich. Das Modell war in einer Standard- und einer GT-Ausstattung verfügbar. Das GT-Paket war nur für die zweitürige Version vorgesehen und beinhaltete eine sportliche Frontstoßstange, Nebelscheinwerfer, einen Doppelrohrauspuff, 16-Zoll-Aluminiumfelgen und einen stärkeren Motor. In den Vereinigten Staaten war von 2003 bis 2005 nur das Coupé verfügbar. Die Limousine wurde in Kanada und Mexiko bis zum Ende der Produktionszeit weiterhin verkauft.
Gebaut wurde der Sunfire bis 2004 in Lordstown, Ohio (bevor die Produktion für Chevrolet Cobalt und Pontiac Pursuit/G5 umgerüstet wurde), und in Ramos Arizpe in Mexiko. Die Cabrio-Modelle wurden in Lansing, Michigan, hergestellt.
Im Jahr 2004 wurden über 36.000 Exemplare des Sunfire in den Vereinigten Staaten und darüber hinaus 33.724 in Kanada verkauft, jedes zum Preis von etwa 11.500 US$.
Mitte 2006 wurde der Sunfire von GM durch den G5 ersetzt. Jedoch wurde bereits ab Ende 2004 der Chevrolet Cobalt unter der Bezeichnung Pontiac G4 in Mexiko bzw. als Pursuit in Kanada angeboten, wobei letzterer im Grunde ein Modell G5 Pursuit war.

## Modellgeschichte
Das Basismodell besaß von Anfang 1995 bis Herbst 2002 einen 2,2-l-Motor mit 89 kW. Das sportliche GT-Modell verfügte 1995 optional über einen deutlich stärkeren 2,3-l-Reihenvierzylinder mit einer Leistung von 116 kW, der bereits 1996 durch den optionalen 2,4 l ersetzt wurde. Dieser stellte aber lediglich eine verbesserte Version des alten Aggregats dar.
Die 2,3- und 2,4-l-Motoren waren für die Basismodelle ebenfalls optional erhältlich.

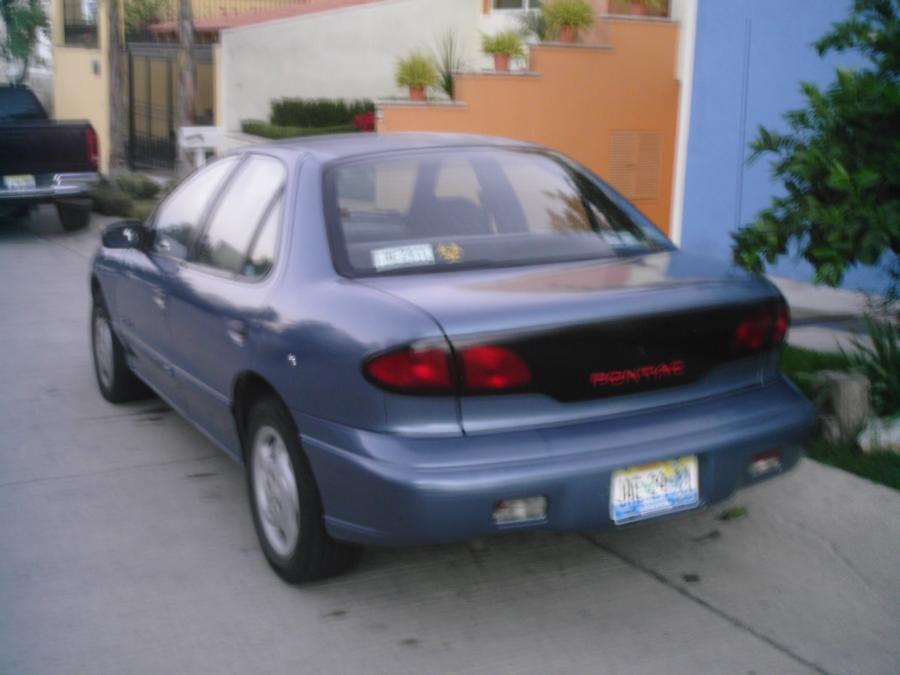
Pontiac Sunfire Sedan (1995–1999)
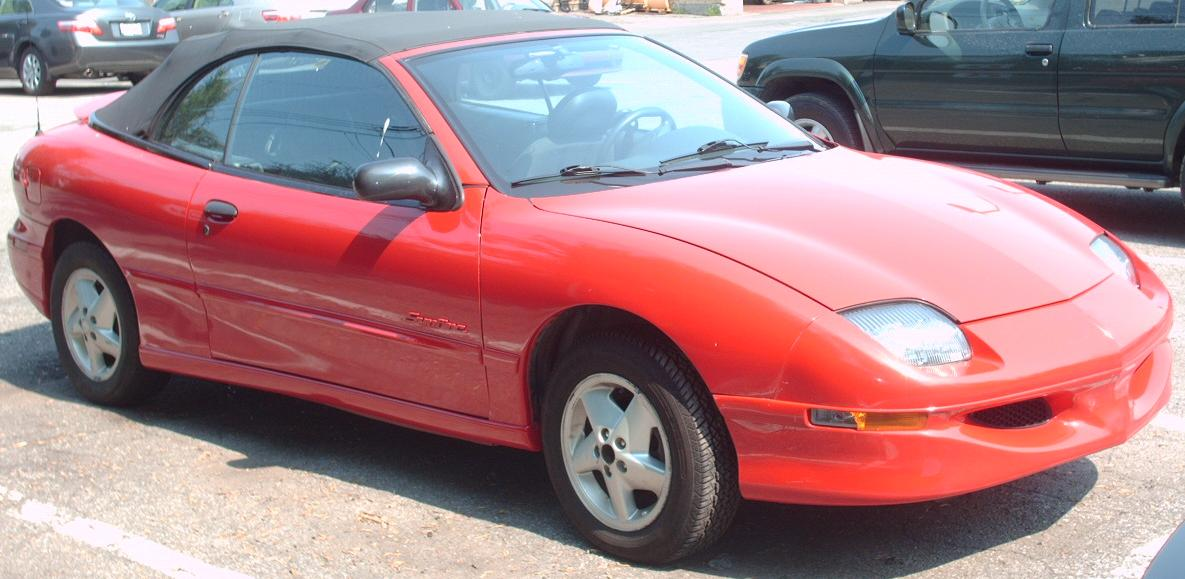
Pontiac Sunfire Convertible (1995–1999)

### Modellpflege
Im Sommer 1999 erhielt die Baureihe eine überarbeitete Front, die nun über einen größeren Kühlergrill verfügte. Des Weiteren wanderte das hintere Kennzeichen nun vom Stoßfänger zwischen die Heckleuchten. Die Bezeichnung „Sunfire“ wurde nur bei dem in Kanada angebotenen Asüna Sunfire beibehalten.
Im Herbst 2002 wurden beide verfügbaren Motoren (2,2 und 2,4) durch ein neues 2,2-l-Ecotec-Aggregat ersetzt.

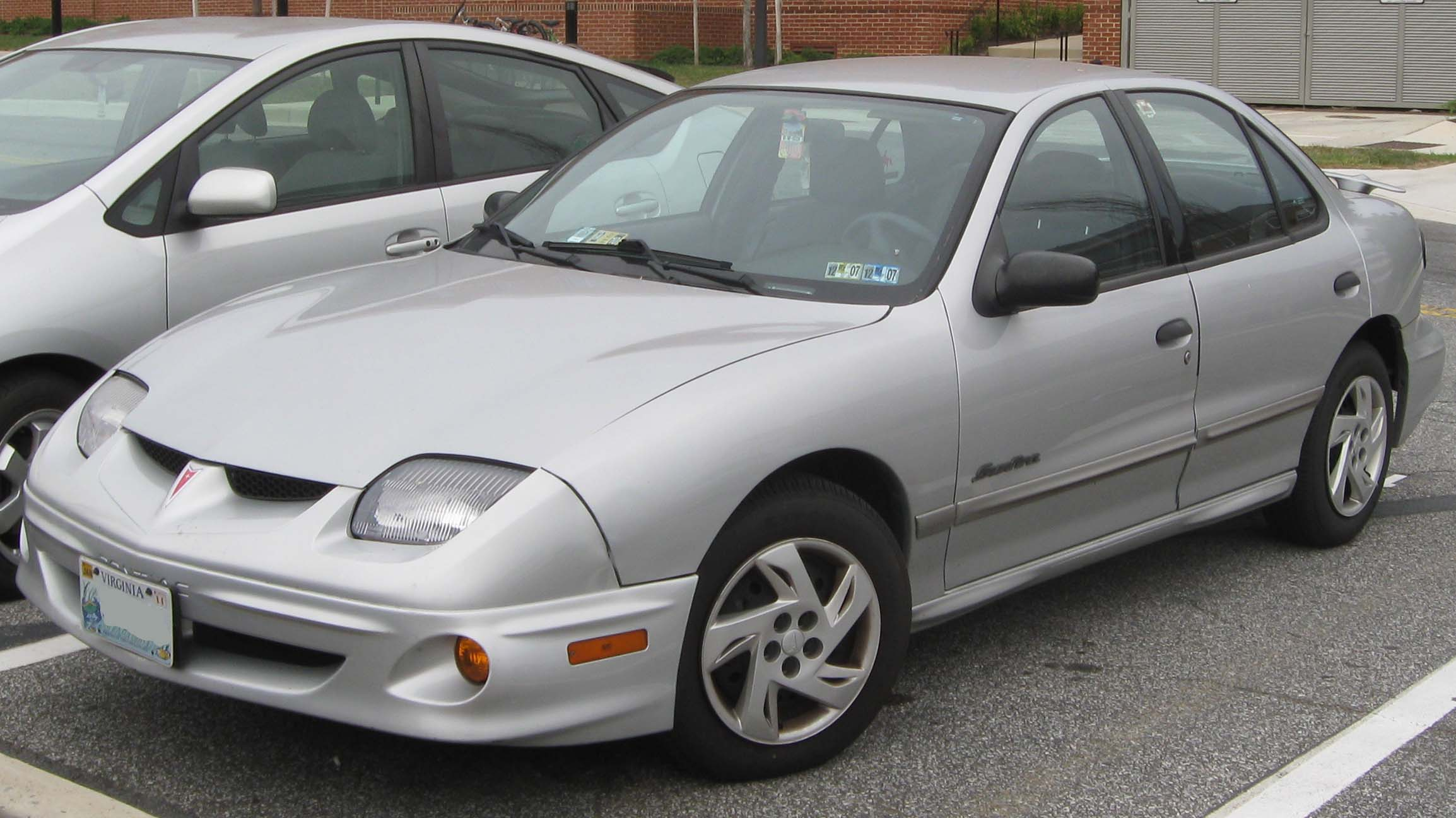
Pontiac Sunfire Sedan (1999–2003)
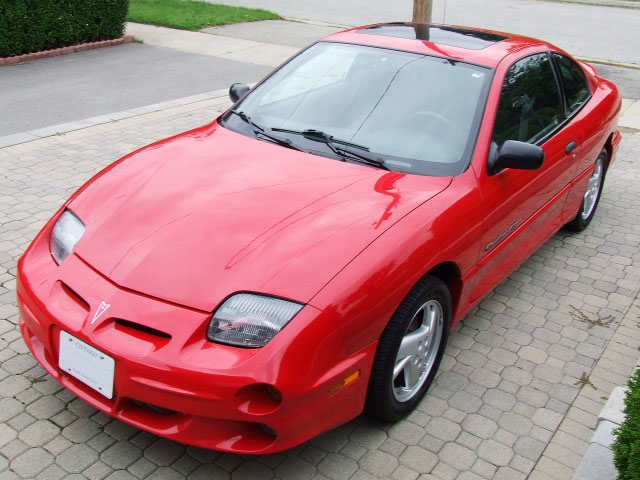
Pontiac Sunfire Coupé (1999–2003)
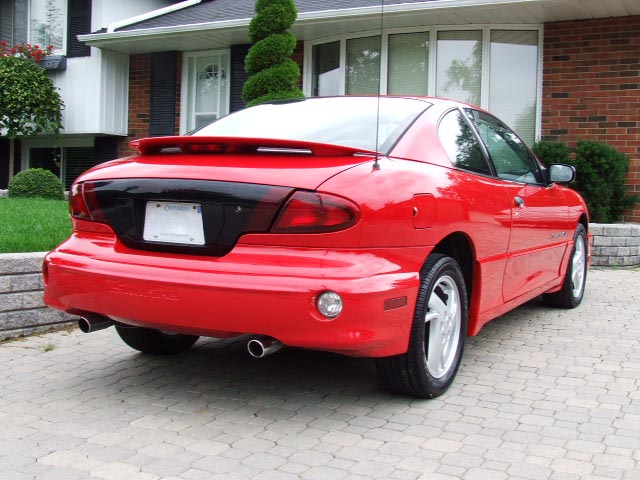
Heckansicht

Ende 2002 wurde dem Sunfire ein größeres äußerliches Facelift zuteil, was an den geänderten Frontscheinwerfern erkennbar war. Allerdings wurde dabei das Cabriolet eingestellt.
Von Ende 2002 bis Mitte 2005 war zudem ein Kompressor-Kit verfügbar, welches vom Chevrolet Cobalt SS stammte. Als Getriebe waren eine Fünfgang-Schaltung sowie eine Drei- oder Vierstufen-Automatik erhältlich. Alle Modelle verfügten über Frontmotoren sowie Frontantrieb.
Die Produktion von Limousine und Coupé endete im Juni 2005.

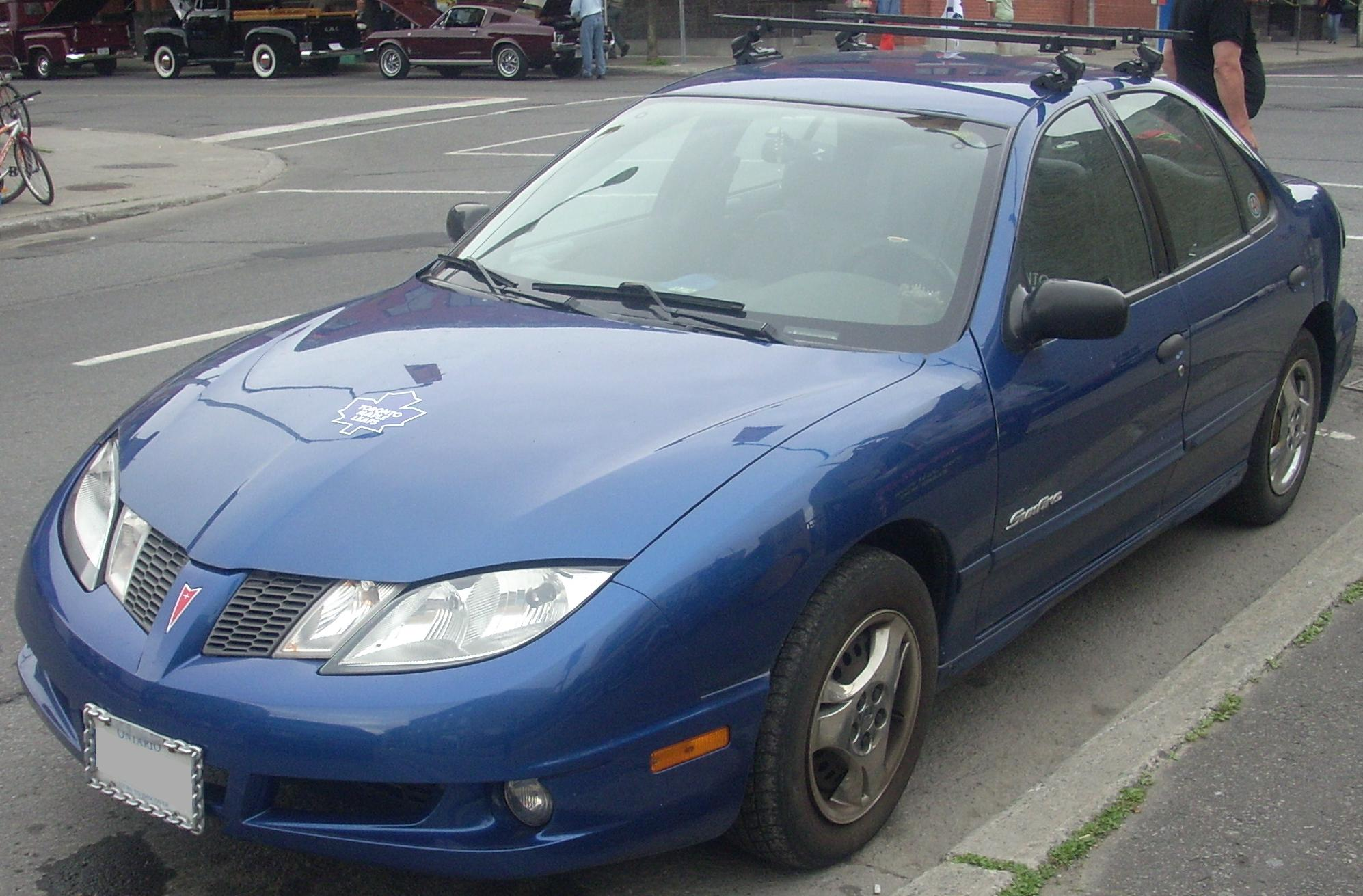
Pontiac Sunfire Sedan (2002–2005)
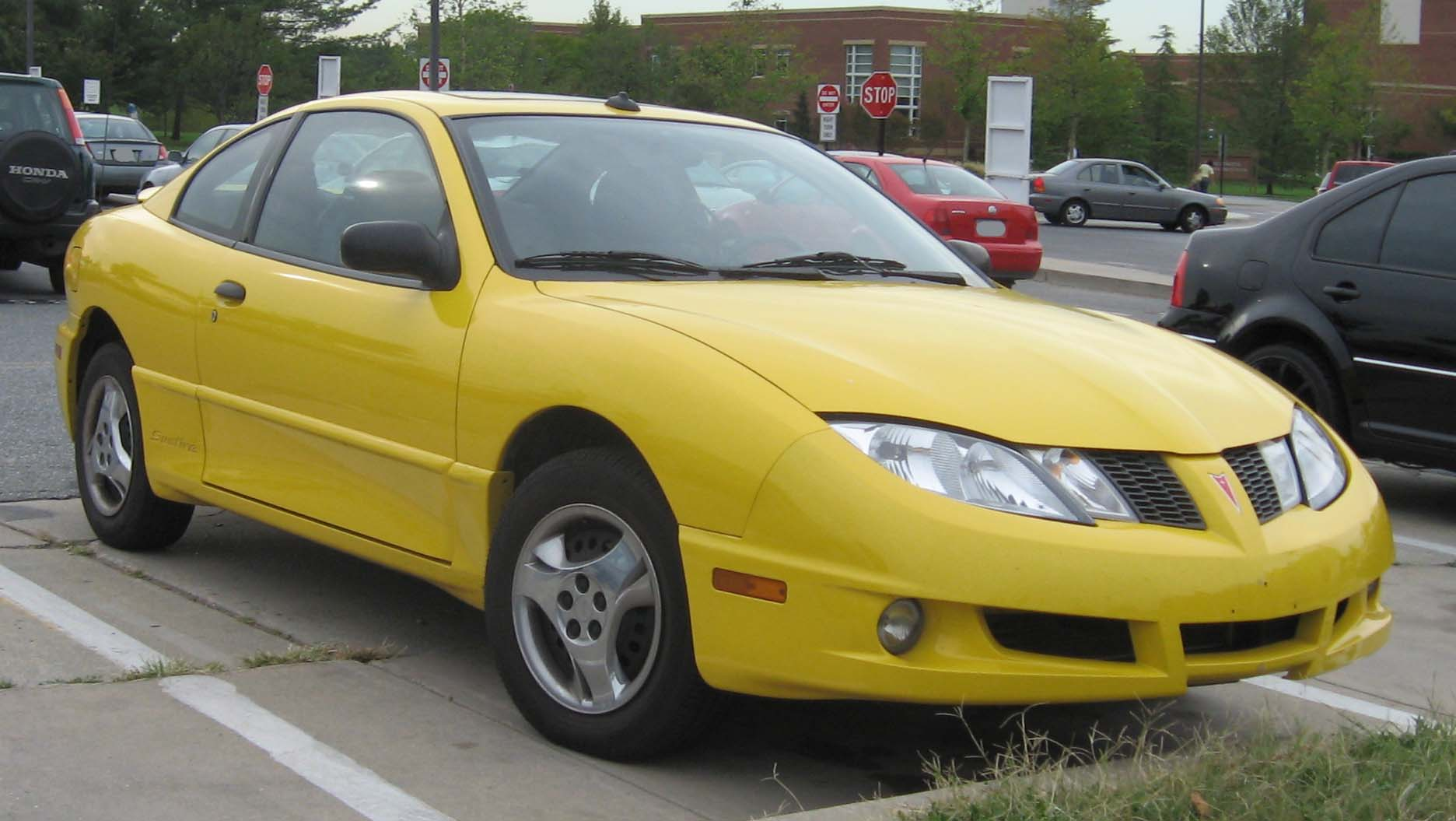
Pontiac Sunfire Coupé (2002–2005)

## Motoren
| Bauzeit   | Motor                     | Leistung | Drehmoment |
| --------- | ------------------------- | -------- | ---------- |
| 1995      | 2,3 l (138 in³) Quad-4 R4 | 116 kW   | 203 Nm     |
| 1995–1997 | 2,2 l (134 in³) 2200 R4   | 89 kW    | 176 Nm     |
| 1998–2002 | 2,2 l (134 in³) 2200 R4   | 86 kW    | 182,83 Nm  |
| 1996–2002 | 2,4 l (146 in³) LD9 R4    | 116 kW   | 210 Nm     |
| 2002–2005 | 2,2 l (134 in³) Ecotec R4 | 104 kW   | 203 Nm     |